# Расстояние Кульбака — Лейблера
Расстояние (расхождение, дивергенция) Ку́льбака — Ле́йблера (англ. Kullback–Leibler divergence), РКЛ, информационное расхождение, различающая информация, информационный выигрыш, относительная энтропия (англ. relative entropy) — неотрицательнозначный функционал, являющийся несимметричной мерой удалённости друг от друга двух вероятностных распределений, определённых на общем пространстве элементарных событий. Часто применяется в теории информации и математической статистике.

## Определение и интерпретации
Расхождение Кульбака — Лейблера распределения {\displaystyle Q} относительно {\displaystyle P} (или, условно говоря, «расстояние от {\displaystyle P} до {\displaystyle Q}») обозначается {\displaystyle D_{\mathrm {KL} }(P\parallel Q)}. Первый аргумент функционала (распределение {\displaystyle P}) обычно интерпретируется как истинное или постулируемое априори распределение, второй (распределение {\displaystyle Q}) — как предполагаемое (проверяемое). Распределение {\displaystyle Q} часто служит приближением распределения {\displaystyle P}. Значение функционала можно понимать как количество неучтённой информации распределения {\displaystyle P}, если {\displaystyle Q} было использовано для приближения {\displaystyle P}. Данная мера расстояния в теории информации также интерпретируется как величина потерь информации при замене истинного распределения {\displaystyle P} на распределение {\displaystyle Q}.
В общем случае, если {\displaystyle \mu } — любая мера на {\displaystyle X}, для которой существуют абсолютно непрерывные относительно {\displaystyle \mu } функции {\displaystyle p={\frac {{\rm {d}}P}{{\rm {d}}\mu }}} и {\displaystyle q={\frac {{\rm {d}}Q}{{\rm {d}}\mu }}}, тогда расхождение Кульбака — Лейблера распределения {\displaystyle Q} относительно {\displaystyle P} определяется как
{\displaystyle D_{\mathrm {KL} }(P\parallel Q)=\int _{X}p\,\log {\frac {p}{q}}\,{\rm {d}}\mu }.
Основание логарифма в этой формуле существенной роли не играет. Его выбор позволяет зафиксировать конкретный вид функционала из семейства эквивалентных функционалов и равносилен выбору единицы измерения расхождения Кульбака — Лейблера (подобно ситуации с вычислением энтропии), поэтому возможно применение логарифма с любым основанием, большим единицы. Другими словами, функционал определён с точностью до положительного постоянного сомножителя. Наиболее употребительными являются натуральный логарифм (по соображениям удобства), а также двоичный логарифм — для измерения расхождения в битах (обычно используется в теории информации). Расхождение Кульбака — Лейблера является безразмерной величиной независимо от размерности исходных случайных величин.
Хотя расстояние Кульбака — Лейблера (РКЛ) часто рассматривается как способ измерения расстояния между вероятностными распределениями, данный функционал не является метрикой в пространстве распределений, поскольку не удовлетворяет неравенству треугольника и не удовлетворяет аксиоме симметричности: {\displaystyle D_{\mathrm {KL} }(P\parallel Q)\neq D_{\mathrm {KL} }(Q\parallel P)}. Тем не менее, его инфинитезимальная форма, особенно его гессиан, даёт метрический тензор, который известен как информационная метрика Фишера.
Расстояние Кульбака — Лейблера — это частный случай более общего класса расхождений, которые называются f-расхождения, а также частный случай класса расхождений Брэгмана. РКЛ — это единственное расхождение вероятностей, которое принадлежит и тому и другому классу.
РКЛ изначально было представлено Соломоном Кульбаком и Ричардом Лейблером в 1951 году как направленное расхождение между двумя распределениями. Это обсуждается в тексте Кульбака «Информационная теория и статистика».
Расстояние Кульбака — Лейблера {\displaystyle D_{\mathrm {KL} }(P\parallel Q)} иногда также интерпретируют как информационный выигрыш, достигнутый, если {\displaystyle P} использовано вместо {\displaystyle Q}. Иногда для РКЛ используют вносящие путаницу названия относительная энтропия {\displaystyle P} относительно {\displaystyle Q} (обозначается {\displaystyle H(P\mid Q)}) или перекрёстная энтропия.
Существуют различные соглашения относительно того, как читать обозначение{\displaystyle D_{\mathrm {KL} }(P\parallel Q)}. Часто его называют просто расхождением или расстоянием между {\displaystyle P} и {\displaystyle Q}, однако это не позволяет передать фундаментальную асимметрию в соотношении. Иногда говорят «расхождение {\displaystyle P} из (относительно) {\displaystyle Q}» или, условно говоря, «расстояние из {\displaystyle Q} в {\displaystyle P}» (обычно в контексте относительной энтропии или информационного выигрыша). При этом распределение {\displaystyle P} интерпретируется как истинное.

## Частные определения и определения через производную Радона—Никодима
Для дискретных вероятностных распределений {\displaystyle P} и {\displaystyle Q} с числом элементарных событий {\displaystyle n} расхождение Кульбака — Лейблера распределения {\displaystyle Q} относительно распределения {\displaystyle P} (или «расстояние от {\displaystyle P} до {\displaystyle Q}») определяется как:
{\displaystyle D_{KL}(P\parallel Q)=\sum \limits _{i=1}^{n}p_{i}\log {\frac {p_{i}}{q_{i}}}}.
Другими словами, это математическое ожидание логарифмической разности между вероятностями {\displaystyle p} и {\displaystyle q}, где математическое ожидание берётся по распределению {\displaystyle P}. РКЛ определено, только если {\displaystyle q_{i}=0\Rightarrow p_{i}=0}, для всех {\displaystyle i=1,...,n} (абсолютная непрерывность). Всякий раз, когда {\displaystyle p_{i}=0}, вклад {\displaystyle i}-го члена интерпретируется как ноль, потому что {\displaystyle \lim _{x\to 0}x\log(x)=0}.
Для {\displaystyle k}-мерных абсолютно непрерывных распределений {\displaystyle P} и {\displaystyle Q} расстояние Кульбака — Лейблера задаётся выражением
{\displaystyle D_{\mathrm {KL} }(P\parallel Q)=\int _{X}\,p(x)\log {\frac {p(x)}{q(x)}}\,{\rm {d}}x},
где {\displaystyle p(x)} и {\displaystyle q(x)} — функции плотности распределений {\displaystyle P} и {\displaystyle Q} соответственно, определённые на интервале {\displaystyle X\subseteq R^{k}}.
В более общем смысле, если {\displaystyle P} и {\displaystyle Q} — вероятностные меры на множестве {\displaystyle X}, и {\displaystyle P} абсолютно непрерывна относительно {\displaystyle Q}, тогда РКЛ от {\displaystyle P} до {\displaystyle Q} определено как
{\displaystyle D_{\mathrm {KL} }(P\parallel Q)=\int _{X}\log {\frac {{\rm {d}}P}{{\rm {d}}Q}}\,{\rm {d}}P},
где {\displaystyle {\frac {{\rm {d}}P}{{\rm {d}}Q}}} — это производная Радона — Никодима {\displaystyle P} относительно {\displaystyle Q}, и при условии, что выражение справа существует. Эквивалентно это может быть записано как
{\displaystyle D_{\mathrm {KL} }(P\parallel Q)=\int _{X}\log \!\left({\frac {{\rm {d}}P}{{\rm {d}}Q}}\right){\frac {{\rm {d}}P}{{\rm {d}}Q}}\,{\rm {d}}Q}.
Следует заметить, что использование производной Радона — Никодима служит формальным средством записи данных выражений, однако не раскрывает их содержательный смысл.
Функционал дивергенции Кульбака — Лейблера является безразмерным, однако его значения могут иметь различные единицы измерения. Так, если логарифмы в этих формулах берутся по основанию 2, то дивергенция (она же — информация, с точки зрения теории информации) измеряется в битах; если по основанию e (с натуральным основанием), то дивергенция (информация) измеряется в натах. Большинство формул, содержащих РКЛ, сохраняют смысл независимо от основания логарифма.

## Характеризация
Артур Хобсон доказал, что расстояние Кульбака — Лейблера — это единственная мера разницы между вероятностными распределениями, которая удовлетворяет некоторым желательным свойствам, являющимся каноническими расширениями для появляющихся в часто используемых характеризациях энтропии. Следовательно, взаимная информация — это единственная мера взаимной зависимости, которая подчиняется некоторым связанным условиям, так как она может быть определена в терминах РКЛ.
Существует также Байесовская характеризация расстояния Кульбака — Лейблера.

## Мотивация
В теории информации теорема Крафта — Макмиллана устанавливает, что любую непосредственно декодируемую схему кодирования для кодировки сообщения для идентификации одного значения {\displaystyle x_{i}\subset X}, можно рассматривать как представление неявного распределения вероятностей {\displaystyle q(x_{i})=2^{-I_{i}}} над {\displaystyle X}, где {\displaystyle I_{i}} — длина кода для {\displaystyle x_{i}} в битах. Поэтому РКЛ может быть интерпретировано как ожидаемая дополнительная длина сообщения с нулевой отметки, которая должна быть передана, если код, который является оптимальным для данного (неправильного) распределения {\displaystyle Q}, используется по сравнению с использованием кода на основе истинного распределения {\displaystyle P}.
{\textstyle {\begin{matrix}D_{\mathrm {KL} }(P\parallel Q)=-\sum _{x}p(x)\log q(x)+\sum _{x}p(x)\log p(x)=H(P,Q)-H(P)\,\!\end{matrix}}}, где {\displaystyle H(P,Q)} — перекрестная энтропия {\displaystyle P} и {\displaystyle Q}, {\displaystyle H(P)} — энтропия {\displaystyle P}.
Также можно отметить, что существует связь между РКЛ и «функцией скорости» в теории больших отклонений.

## Свойства
- Расстояние Кульбака — Лейблера всегда неотрицательно, {\displaystyle D_{\mathrm {KL} }(P\parallel Q)\geq 0,} — это результат, который известен как неравенство Гиббса, {\displaystyle D_{KL}(P\parallel Q)=0\iff P=Q} почти всюду. Энтропия {\displaystyle H(P)}, таким образом, задаёт минимальное значение перекрестной энтропии {\displaystyle H(P,Q)}, ожидаемое число дополнительных битов, требуемых, когда используется код, основанный на {\displaystyle Q}, а не на {\displaystyle P}. Поэтому РКЛ представляет собой ожидаемое число дополнительных битов, которые должны быть переданы, чтобы определить значение {\displaystyle x\subset X}, если используется код, соответствующий распределению вероятностей {\displaystyle Q}, а не «истинному» распределению {\displaystyle P}.
- Расстояние Кульбака — Лейблера не симметрично: {\displaystyle D_{\mathrm {KL} }(P\parallel Q)\neq D_{\mathrm {KL} }(Q\parallel P)}.
- Расстояние Кульбака — Лейблера остается строго определённым для непрерывных распределений и, кроме того, инвариантно относительно замены переменных. Например, если сделана замена переменной {\displaystyle x} на переменную {\displaystyle y(x)}, тогда, поскольку {\displaystyle P(x)dx=P(y)dy} и {\displaystyle Q(x)dx=Q(y)dy}, РКЛ может быть переписано в виде:

{\textstyle D_{\mathrm {KL} }(P\parallel Q)=\int _{x_{a}}^{x_{b}}P(x)\log \left({\frac {P(x)}{Q(x)}}\right)\,dx=\int _{y_{a}}^{y_{b}}P(y)\log \left({\frac {P(y)dy/dx}{Q(y)dy/dx}}\right)\,dy=\int _{y_{a}}^{y_{b}}P(y)\log \left({\frac {P(y)}{Q(y)}}\right)\,dy},
где {\displaystyle y_{a}=y(x_{a})} и {\displaystyle y_{b}=y(x_{b})}. Несмотря на предположение, что преобразование было непрерывным, это не необходимо в данном случае. Это также показывает, что РКЛ задаёт величину согласованную с размерностью, так как если {\displaystyle x} — размерная переменная, то {\displaystyle P(x)} и {\displaystyle Q(x)} также имеют размерность, так как {\displaystyle P(x)dx} является безразмерной величиной. Тем не менее, выражение под логарифмом остаётся безразмерным, как и должно. Поэтому расстояние Кульбака — Лейблера можно рассматривать, в некотором смысле, как более фундаментальную величину, чем некоторые другие свойства в теории информации (такие как собственная информация или энтропия Шеннона), которые могут стать неопределёнными или отрицательными для недискретных вероятностей.
- РКЛ аддитивна для независимых распределений во многом таким же образом, как энтропия Шеннона. Если {\displaystyle P_{1},P_{2}} являются независимыми распределениями с совместным распределением {\displaystyle P(x,y)=P_{1}(x)P_{2}(y)} и, аналогично, {\displaystyle Q(x,y)=Q_{1}(x)Q_{2}(y)}, то {\displaystyle D_{\mathrm {KL} }(P\parallel Q)=D_{\mathrm {KL} }(P_{1}\parallel Q_{1})+D_{\mathrm {KL} }(P_{2}\parallel Q_{2}).}

## Расстояние Кульбака — Лейблера для многомерного нормального распределения
Допустим, что мы имеем два многомерных нормальных распределения, со средними {\displaystyle \mu _{0},\mu _{1}} и с (обратимыми) матрицами ковариаций {\displaystyle \Sigma _{0},\Sigma _{1}}. Если два распределения имеют одинаковую размерность k, то РКЛ между распределениями следующее:
{\displaystyle D_{\text{KL}}({\mathcal {N}}_{0}\parallel {\mathcal {N}}_{1})={1 \over 2}\left(\mathrm {tr} \left(\Sigma _{1}^{-1}\Sigma _{0}\right)+\left(\mu _{1}-\mu _{0}\right)^{\top }\Sigma _{1}^{-1}(\mu _{1}-\mu _{0})-k+\ln \left({\det \Sigma _{1} \over \det \Sigma _{0}}\right)\right).}
Логарифм в последнем члене должен быть взят по основанию e, так как все члены, кроме последнего, являются натуральными логарифмами выражений, которые являются либо любыми множителями функции плотности, либо, в противном случае, возникают естественным образом. Поэтому уравнение даёт результат, измеряемый в натах. Целиком разделив это выражение на loge2, получим распределение в битах.

## Отношение к метрикам
Можно было бы назвать РКЛ «метрикой» в пространстве вероятностных распределений, но это было бы некорректно, так как оно не симметрично{\displaystyle D_{\mathrm {KL} }(P\parallel Q)\neq D_{\mathrm {KL} }(Q\parallel P)}, и не удовлетворяет неравенству треугольника. Все-таки, будучи предварительной метрикой, она порождает топологию в пространстве вероятностных распределений. Более конкретно, если {\displaystyle \{P_{1},P_{2},\cdots \}}- это последовательность распределений такая, что {\displaystyle \lim _{n\rightarrow \infty }D_{\mathrm {KL} }(P_{n}\parallel Q)=0}, тогда говорят, что {\displaystyle P_{n}{\xrightarrow {D}}Q}. Из неравенства Пинскера следует, что — {\displaystyle P_{n}{\xrightarrow {\mathrm {D} }}P\Rightarrow P_{n}{\xrightarrow {\mathrm {TV} }}P}, где последнее нужно для сходимости по вариации.
Согласно Альфреду Реньи (1970, 1961).

### Информационная метрика Фишера
Однако, расстояние Кульбака — Лейблера и напрямую связано с метрикой, а именно с информационной метрикой Фишера. Предположим, что у нас имеются вероятностные распределения P и Q, они оба параметризованы одинаковым (возможно многомерным) параметром {\displaystyle \theta }. Рассмотрим теперь два близких значения {\displaystyle P=P(\theta )} и {\displaystyle Q=P(\theta _{0})}, таких что параметр {\displaystyle \theta } отличается только на небольшое число от параметра {\displaystyle \theta _{0}}. А именно, разлагая в ряд Тейлора вплоть до первого порядка, имеем (используя соглашение Эйнштейна)
{\displaystyle P(\theta )=P(\theta _{0})+\Delta \theta ^{j}P_{j}(\theta _{0})+\cdots },
где {\displaystyle \Delta \theta ^{j}=(\theta -\theta _{0})^{j}} — малое изменение {\displaystyle \theta } в j-м направлении, а {\displaystyle P_{j}(\theta _{0})={\frac {\partial P}{\partial \theta ^{j}}}(\theta _{0})} соответствующая скорость изменения распределения вероятностей. Так как РКЛ имеет абсолютный минимум, равный 0, при P=Q, то есть {\displaystyle \theta =\theta _{0}} то РКЛ имеет второй порядок малости по параметрам {\displaystyle \Delta \theta ^{j}}. Более формально, как и для любого минимума, первая производная расхождения обращается в ноль {\displaystyle \left.{\frac {\partial }{\partial \theta ^{j}}}\right|_{\theta =\theta _{0}}D_{KL}(P(\theta )\parallel P(\theta _{0}))=0,}
и разложение Тейлора начинается со второго порядка малости
{\displaystyle D_{\mathrm {KL} }(P(\theta )\parallel P(\theta _{0}))={\frac {1}{2}}\Delta \theta ^{j}\Delta \theta ^{k}g_{jk}(\theta _{0})+\cdots },
где Гессиан {\displaystyle g_{jk}(\theta )} должен быть неотрицательным. Если позволить {\displaystyle \theta _{0}} изменяться (и опуская подиндекс 0), то Гессиан {\displaystyle g_{jk}(\theta )} определяет (возможно, вырожденную) метрику Римана в пространстве параметра {\displaystyle \theta }, называемую информационной метрикой Фишера.

## Отношение к другим величинам информационной теории
Многие другие величины информационной теории могут быть интерпретированы как применение расстояния Кульбака — Лейблера к частным случаям.
Собственная информация {\displaystyle D_{\mathrm {KL} }(\delta _{im}\parallel \{p_{i}\})} является РКЛ вероятностного распределения {\displaystyle P(i)} из символа Кронекера, представляющего определённость в том, что {\displaystyle i=m} — то есть число дополнительных бит, которые должны быть переданы для определения {\displaystyle i}, если только вероятностное распределение {\displaystyle P(i)} доступно для получателя, не факт, что {\displaystyle i=m}.
Взаимная информация -
{\displaystyle {\begin{aligned}I(X;Y)&=D_{\mathrm {KL} }(P(X,Y)\parallel P(X)P(Y))\\&=\operatorname {E} _{X}\{D_{\mathrm {KL} }(P(Y\mid X)\parallel P(Y))\}\\&=\operatorname {E} _{Y}\{D_{\mathrm {KL} }(P(X\mid Y)\parallel P(X))\}\end{aligned}}}
является РКЛ произведения {\displaystyle P(X)P(Y)} двух маргинальных вероятностных распределений из совместного вероятностного распределения {\displaystyle P(X,Y)} — то есть ожидаемое число дополнительных битов, которые должны быть посланы, чтобы определить {\displaystyle X} и {\displaystyle Y}, если они закодированы, используя только их маргинальное распределение вместо совместного распределения. Эквивалентно, если совместная вероятность {\displaystyle P(X,Y)} известна, это ожидаемое число дополнительных битов, которые должны быть в среднем отправлены для определения {\displaystyle Y}, если значение {\displaystyle X} уже не известны получателю.
Энтропия Шеннона -
{\displaystyle {\begin{aligned}\mathrm {H} (X)&=\operatorname {E} [\operatorname {I} _{X}(x)]\\&=\log(N)-D_{\text{KL}}(P(X)\parallel P_{U}(X))\end{aligned}}}
это число битов, которые должны быть переданы для идентификации {\displaystyle X} из {\displaystyle N} одинаково вероятных исходов, это меньше, чем РКЛ равномерного распределения {\displaystyle P_{U}(X)} из истинного распределения {\displaystyle P(X)} — то есть меньше ожидаемого числа сохранённых битов, которые должны быть отправлены, если значение {\displaystyle X} закодировано согласно с равномерным распределением {\displaystyle P_{U}(X)}, а не истинным распределение {\displaystyle P(X)}.
Условная энтропия -
{\displaystyle {\begin{aligned}\mathrm {H} (X\mid Y)&=\log(N)-D_{\text{KL}}(P(X,Y)\parallel P_{U}(X)P(Y))\\&=\log(N)-D_{\text{KL}}(P(X,Y)\parallel P(X)P(Y))-D_{\text{KL}}(P(X)\parallel P_{U}(X))\\&=\mathrm {H} (X)-\operatorname {I} (X;Y)\\&=\log(N)-\operatorname {E} _{Y}{\bigl [}D_{\text{KL}}(P(X\mid Y)\parallel P_{U}(X)){\bigr ]}\end{aligned}}}
это число битов, которые должны быть переданы для идентификации {\displaystyle X} из {\displaystyle N} одинаково вероятных исходов, это меньше, чем РКЛ произведения распределений {\displaystyle P_{U}(X)} из истинного совместного распределения {\displaystyle P(X,Y)} — то есть меньше ожидаемого числа сохранённых битов, которые должны быть отправлены, если значение {\displaystyle X} закодировано согласно с равномерным распределением {\displaystyle P_{U}(X)}, а не с условным распределением {\displaystyle P(X\mid Y)} данных {\displaystyle X} и {\displaystyle Y}.
Перекрёстная энтропия между двумя вероятностными распределениями измеряет среднее число битов, необходимых для определения события из множества возможных, если использована схема кодирования, основанная на данном распределении вероятности {\displaystyle Q}, а не «истинного» распределения {\displaystyle P}. Перекрёстная энтропия для двух распределений {\displaystyle P} и {\displaystyle Q} над тем же вероятностным пространством определяется так: {\displaystyle H(p,q)=\operatorname {E} _{p}[-\log q]=H(p)+D_{\mathrm {KL} }(p\parallel q).}

## Расстояние Кульбака — Лейблера и Байесовская модификация
В Байесовской статистике Расстояние Кульбака — Лейблера может быть использовано как мера информационного выигрыша при переходе от априорного к апостериорному вероятностному распределению. Если обнаружен некоторый новый факт {\displaystyle Y=y}, оно может быть использовано для модификации (априорного) распределения вероятностей {\displaystyle p(x\mid I)} для {\displaystyle X} в новое (апостериорное) распределение вероятностей {\displaystyle p(x\mid y,I)} используя Теорему Байеса:
{\displaystyle p(x\mid y,I)={\frac {p(y\mid x,I)p(x\mid I)}{p(y\mid I)}}.}
Это распределение имеет новую энтропию
{\displaystyle H{\big (}p(\cdot \mid y,I){\big )}=-\sum _{x}p(x\mid y,I)\log p(x\mid y,I),}
которая может быть меньше или больше, чем изначальная энтропия {\displaystyle H{\big (}p(\cdot \mid I){\big )}}. Однако, с точки зрения нового распределения вероятностей можно оценить, что использование исходного кода, основанного на {\displaystyle p(x\mid I)} вместо нового кода, основанного на {\displaystyle p(x\mid y,I)}, добавило бы ожидаемое число битов — {\displaystyle D_{\mathrm {KL} }{\big (}p(\cdot \mid y,I)\mid p(\cdot \mid I){\big )}=\sum _{x}p(x\mid y,I)\log {\frac {p(x\mid y,I)}{p(x\mid I)}}} к длине сообщения. Это, таким образом, представляет собой количество полезной информации, или информационного выигрыша, касательно {\displaystyle X}, которое было получено при обнаружении, что {\displaystyle Y=y}.
Если впоследствии приходит ещё один фрагмент данных, {\displaystyle Y_{2}=y_{2}}, то вероятностное распределение для x может быть обновлено далее, чтобы дать новое лучшее предположение {\displaystyle p(x\mid y_{1},y_{2},I)}. Если исследовать заново информационный выигрыш для использования {\displaystyle p(x\mid y_{1},I)}, а не {\displaystyle p(x\mid I)}, оказывается, что это может быть больше или меньше, чем предполагалось ранее: {\displaystyle \sum _{x}p(x\mid y_{1},y_{2},I)\log {\frac {p(x\mid y_{1},y_{2},I)}{p(x\mid I)}}}, может быть {\displaystyle \leq } или {\displaystyle >}, чем {\displaystyle \displaystyle \sum _{x}p(x\mid y_{1},I)\log {\frac {p(x\mid y_{1},I)}{p(x\mid I)}}}, и поэтому общий информационный выигрыш не выполняет неравенство треугольника:
{\displaystyle D_{\mathrm {KL} }{\big (}p(\cdot \mid y_{1},y_{2},I)\parallel p(\cdot \mid I){\big )}}, может быть больше, меньше или равно {\displaystyle D_{\mathrm {KL} }{\big (}p(\cdot \mid y_{1},y_{2},I)\parallel p(\cdot \mid y_{1},I){\big )}+D_{\mathrm {KL} }{\big (}p(\cdot \mid y_{1},I)\parallel p(x\mid I){\big )}.}
Все, что можно сказать, что в среднем, беря среднее, используя {\displaystyle p(y_{2}\mid y_{1},x,I)}, обе стороны будут давать среднее значение.

### Экспериментальная модель Байеса
Широко распространённая цель в экспериментальной модели Байеса — максимизировать ожидаемое РКЛ между априорным и апостериорным распределениями. Когда апостериорное приближено к Гауссовому распределению, модель, максимизирующая ожидаемое РКЛ, называется Байеса d-оптимальное.

## Различающая информация
Расстояние Кульбака — Лейблера {\displaystyle D_{\mathrm {KL} }(p(x\mid H_{1})\parallel p(x\mid H_{0}))} может также быть интерпретировано как ожидаемая различающая информация для {\displaystyle H_{1}}над {\displaystyle H_{0}}: средняя информация на одну выборку для различия в пользу гипотезы {\displaystyle H_{1}}, против гипотезы {\displaystyle H_{0}}, когда гипотеза {\displaystyle H_{1}} верна. Ещё одно имя для этой величины, данное Ирвингом Джоном Гудом, это ожидаемая масса доказательства для {\displaystyle H_{1}}над {\displaystyle H_{0}}, ожидаемая из каждой выборки.
Ожидаемая масса доказательства для {\displaystyle H_{1}}над {\displaystyle H_{0}} это не то же что информационный выигрыш, ожидаемый, например, для вероятностного распределения p(H) гипотезы, {\displaystyle D_{\mathrm {KL} }(p(x\mid H_{1})\parallel p(x\mid H_{0}))\neq IG=D_{\mathrm {KL} }(p(H\mid x)\parallel p(H\mid I)).}.
Любая из двух величин может быть использована как функция полезности в Байесовской экспериментальной форме, для выбора оптимального следующего вопроса для исследования, но вообще они приведут скорее к разным экспериментальным стратегиям.
В шкале энтропии информационного выигрыша очень маленькая разница между почти уверенностью и полной уверенностью — кодирование с почти полной уверенностью вряд ли потребует больше битов, чем кодирование с полной уверенностью. С другой стороны, в logit шкале подразумевается вес доказательств, и разница между двумя огромна, едва ли не бесконечна. Это может отражать разницу между почти уверенностью (на вероятностном уровне), скажем, в том, что Гипотеза Римана верна, и с полной уверенностью, что она верна, потому что имеется математическое доказательство. Две разные шкалы функции потерь для неопределённости обе являются полезными, согласно с тем, насколько хорошо каждая отражает конкретные обстоятельства рассматриваемой проблемы в задаче.[уточнить]

## Принцип минимальной различающей информации
Идея РКЛ как различающей информации привела Кульбака к предположению Принципа Минимальной различающей информации (англ. Minimum Discrimination Information, MDI): учитывая новые факты, новое распределение {\displaystyle f} следует выбрать, из тех, которые трудно отличить от первоначального распределения {\displaystyle f_{0}}; потому что новые данные производят так мало информационного выигрыша {\displaystyle D_{KL}(f\parallel f_{0})} как только возможно.
Например, если мы имеем априорное распределение {\displaystyle p(x,a)} над {\displaystyle x} и {\displaystyle a}, и потом изучим истинное распределение {\displaystyle a} и {\displaystyle u(a)}. РКЛ между новым совместным распределением для {\displaystyle x} и {\displaystyle a}, {\displaystyle q(x\mid a)u(a)}, и прежнего априорного распределения было бы: {\displaystyle D_{\mathrm {KL} }(q(x\mid a)u(a)\parallel p(x,a))=\operatorname {E} _{u(a)}\{D_{\mathrm {KL} }(q(x\mid a)\parallel p(x\mid a))\}+D_{\mathrm {KL} }(u(a)\parallel p(a)),}
то есть сумма РКЛ {\displaystyle p(a)} априорного распределения для {\displaystyle a} из обновлённого распределения {\displaystyle u(a)}, плюс ожидаемое значение (используемое вероятностное распределение {\displaystyle u(a)}) РКЛ априорного условного распределения {\displaystyle p(x\mid a)} из нового распределения {\displaystyle p(x\mid a)}. (Заметьте что часто позднее ожидаемое значение называется условное РКЛ (или условная относительная энтропия) и обозначается {\displaystyle D_{KL}(q(x\mid a)\parallel p(x\mid a))}. Это минимизирует, если {\displaystyle q(x\mid a)=p(x\mid a)} над общим содержанием {\displaystyle u(a)}. И мы замечаем что этот результат объединяет теорему Байеса, если новое распределение {\displaystyle u(a)} это по факту функция, уверенно представляющая, что {\displaystyle a} имеет одно частное значение.
Минимальная различающая информация может быть рассмотрена как расширение Принципа безразличия Лапласа (другое его название — принцип недостаточного основания) и Принципа максимума энтропии Джейнса. В частности, это естественное расширение принципа максимума энтропии из дискретного до непрерывного распределения, для которого энтропия Шеннона становится не очень удобной (см. дифференциальная энтропия), но РКЛ продолжает быть столь же актуальной.
В инженерной литературе, MDI иногда называется принципом минимума перекрёстной энтропии. Минимизация РКЛ {\displaystyle m} из {\displaystyle p} в отношении {\displaystyle m} эквивалентна минимизации перекрёстной энтропии {\displaystyle p} и {\displaystyle m}, так {\displaystyle H(p,m)=H(p)+D_{\mathrm {KL} }(p\parallel m),} который подходит, если попытаться выбрать точное приближенное значение до {\displaystyle p}.

### Пример использования
Пусть по выборке {\displaystyle x_{1},x_{2},\dotsc ,x_{n}} из распределения некоторой случайной величины требуется восстановить плотность её распределения, заданную в виде параметрического семейства {\displaystyle f(x,\theta )}, где {\displaystyle x\in X\subseteq R} — аргумент функции, {\displaystyle \theta } — неизвестный параметр. Оценка параметра {\displaystyle \theta } может быть найдена как решение задачи минимизации расстояния Кульбака — Лейблера между плотностью {\displaystyle f(x,\theta )} и эмпирической плотностью распределения, считающейся «истинной»,
{\displaystyle {\hat {f}}(x)={\frac {1}{n}}\sum \limits _{i=1}^{n}\mathbf {\delta } (x-x_{i})},
где {\displaystyle \delta } — функция Дирака:
{\displaystyle {\hat {\theta }}=\operatorname {arg} {\underset {\theta }{\operatorname {min} }}D_{KL}({\hat {f}}(x),f(x,\theta ))=\operatorname {arg} {\underset {\theta }{\operatorname {max} }}\int \limits _{X}^{}{\hat {f}}(x)\ln f(x,\theta )\,dx=\operatorname {arg} {\underset {\theta }{\operatorname {max} }}\sum \limits _{i=1}^{n}\mathbf {\ln } f(x_{i},\theta )}.
Нетрудно видеть, что решение этой задачи приводит к оценке максимального правдоподобия для параметра {\displaystyle \theta }. В случае если фактическая плотность распределения случайной величины не принадлежит семейству {\displaystyle f(x,\theta )}, найденная оценка {\displaystyle {\hat {\theta }}} параметра {\displaystyle \theta } называется квазиправдоподобной и обеспечивает наилучшую аппроксимацию фактического распределения, представленного выборкой, среди распределений с плотностями {\displaystyle f(x,\theta )} с точки зрения расстояния Кульбака — Лейблера.